# Stadtbefestigung Waidhofen an der Ybbs

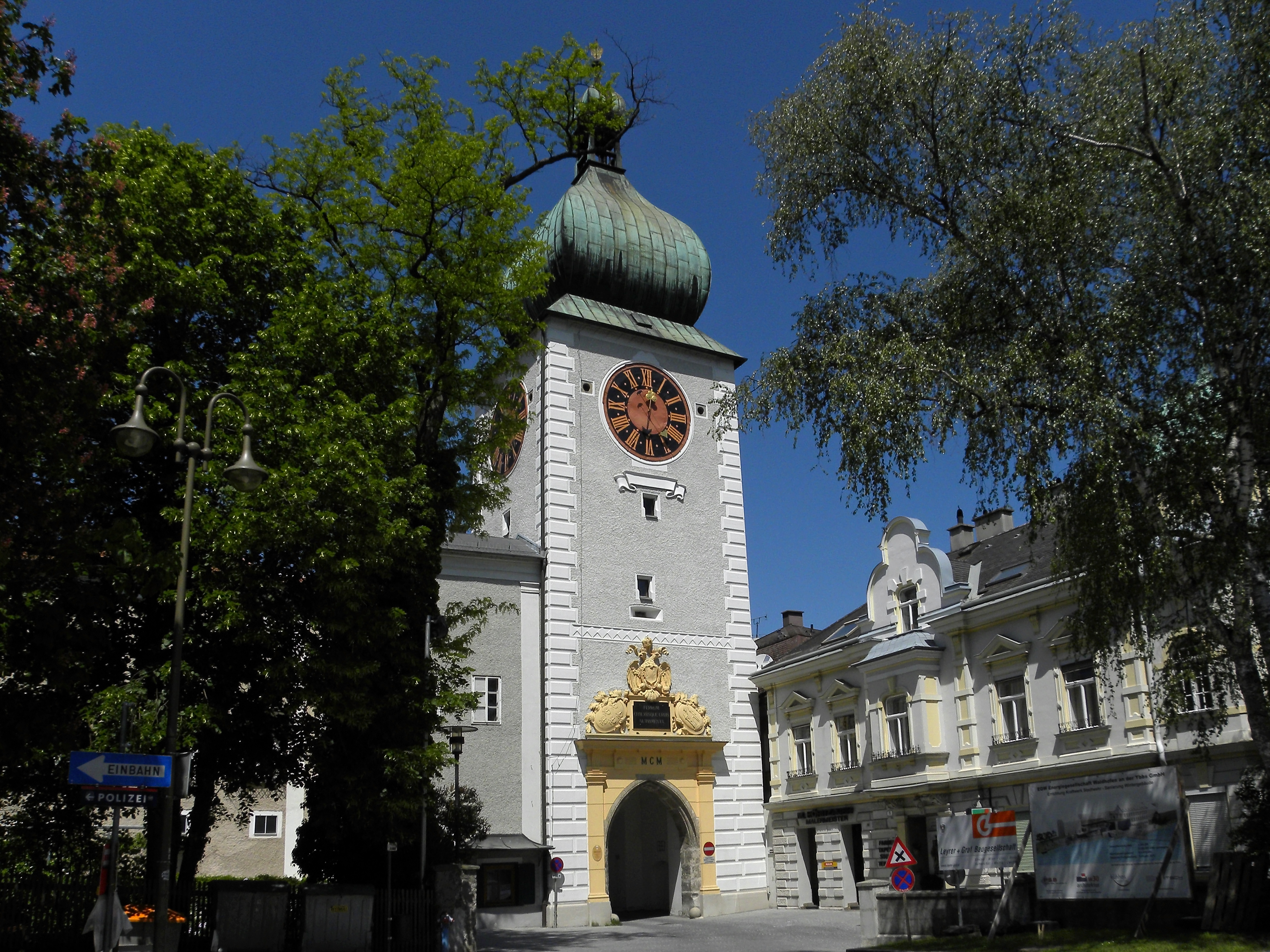
Ybbstor

Die Stadtbefestigung Waidhofen an der Ybbs ist die Stadtbefestigung in der Stadtgemeinde Waidhofen an der Ybbs in Niederösterreich.

## Geschichte
Unter dem Bischof Konrad II. von Freising wurde von 1258 bis 1279 eine doppelte Ringmauer angelegt. Die Befestigung wurde von 1390 bis 1410 unter dem Bischof Berthold von Wehingen ausgebaut.
Der innere Mauerzug geht von der Stadtburg (Schloss) und Stadtpfarrkirche im Nordwesten aus entlang der äußeren westlichen Hintausgrenze des Unteren Stadtplatzes und endet südlich beim Hohen Markt bzw. verläuft von Norden über der Ybbs am Fuchsluegg(weg) nach Osten und endet über den Graben beim Hohen Markt. Die Anlage hatte ursprünglich 13 Türme und drei Tore.
Der ergänzende Mauerzug umschließt das ehemalige Bürgerspital mit der Bürgerspitalskirche und das dem Weyrer-Tor vorgelagerte Spital-Tor.

## Bauwerke
- Die Stadtmauer ist im Norden teils freistehend erhalten bzw. überbaut. Ein weiterer überbauter Mauerzug verläuft zwischen den Parzellen Oberer und Unterer Stadtplatz, ein Rest eines Wehrturmes ist im Haus Oberer Stadtplatz Nr. 31 erhalten, ein weiterer Turmrest befindet sich im Haus Hoher Markt Nr. 10 bzw. Hörtlergasse Nr. 9.
- Ybbstor: im Süden
- Amstettner-Tor: urkundlich 1273, 1846 geschleift
- Weyrer-Tor: aus 1390 bis 1410 und 1872 geschleift
- Spital-Tor: dem Weyrer-Tor vorgelagert, weil das Bürgerspital in die Befestigung einbezogen wurde
- Mülner-Turm: Am Graben Nr. 12
- Eckhel-Turm: Unter Stadtplatz Nr. 23
- Lachen-Turm: Graben Nr. 32

## Galerie

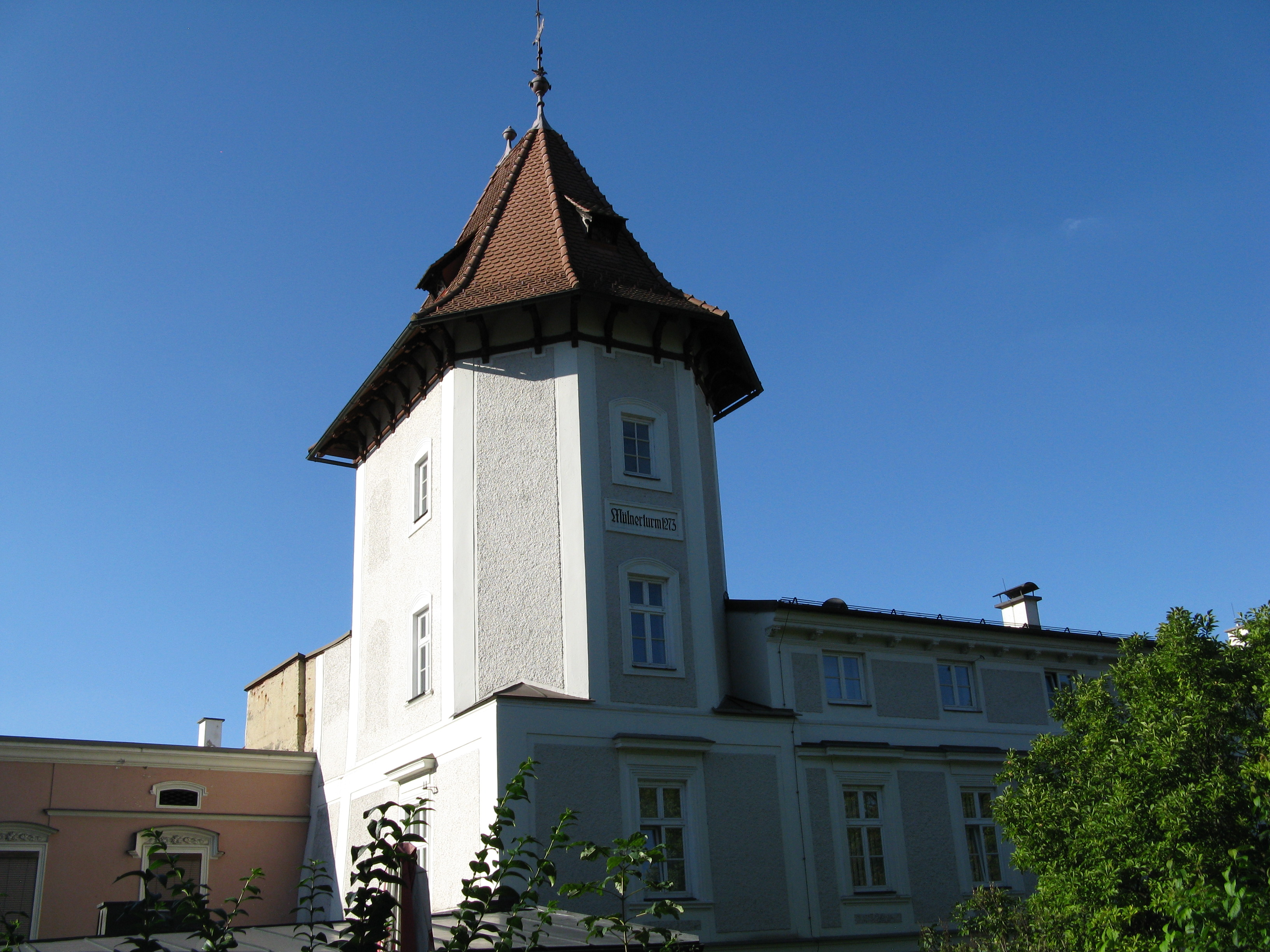
Mülner-Turm
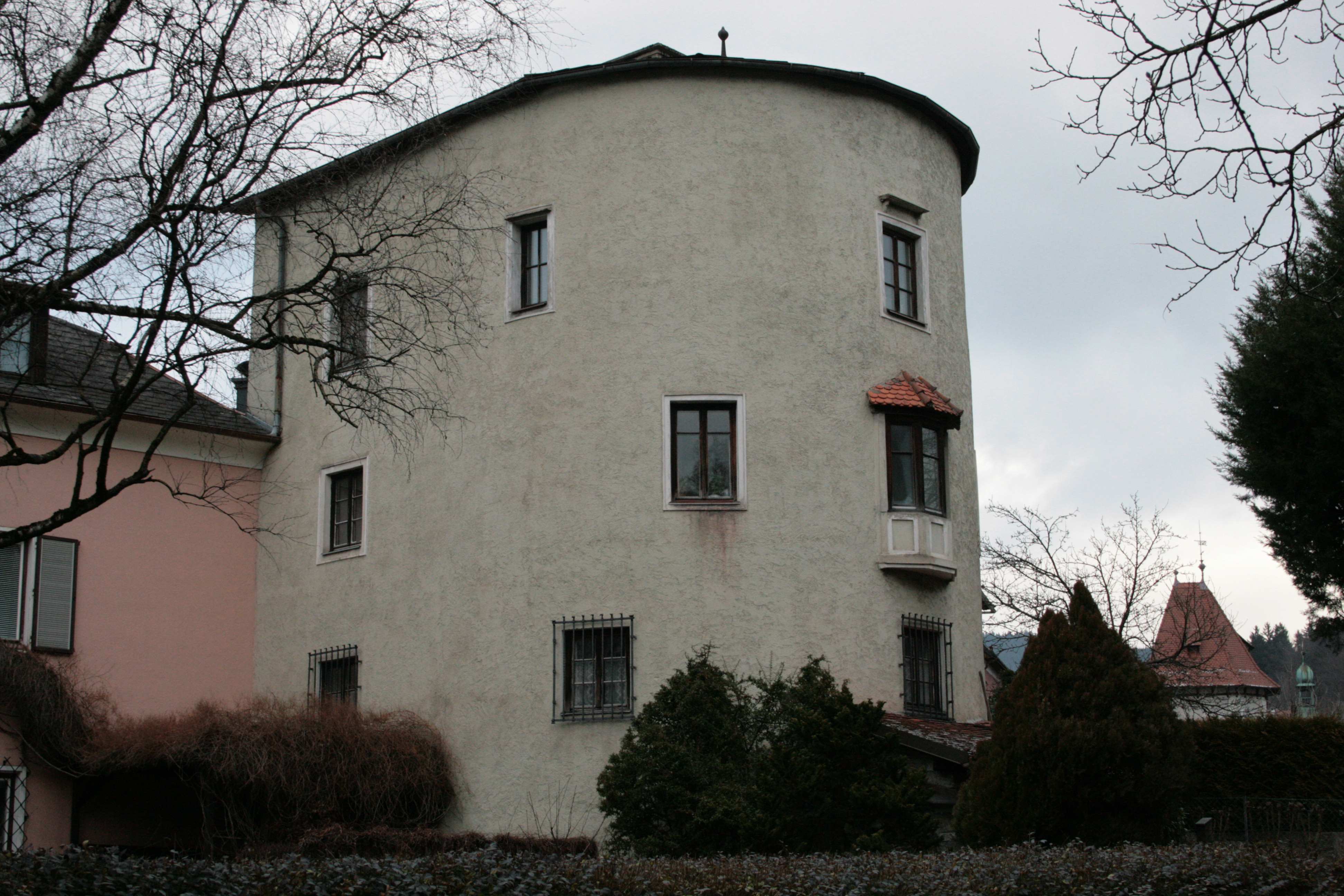
Lachen-Turm
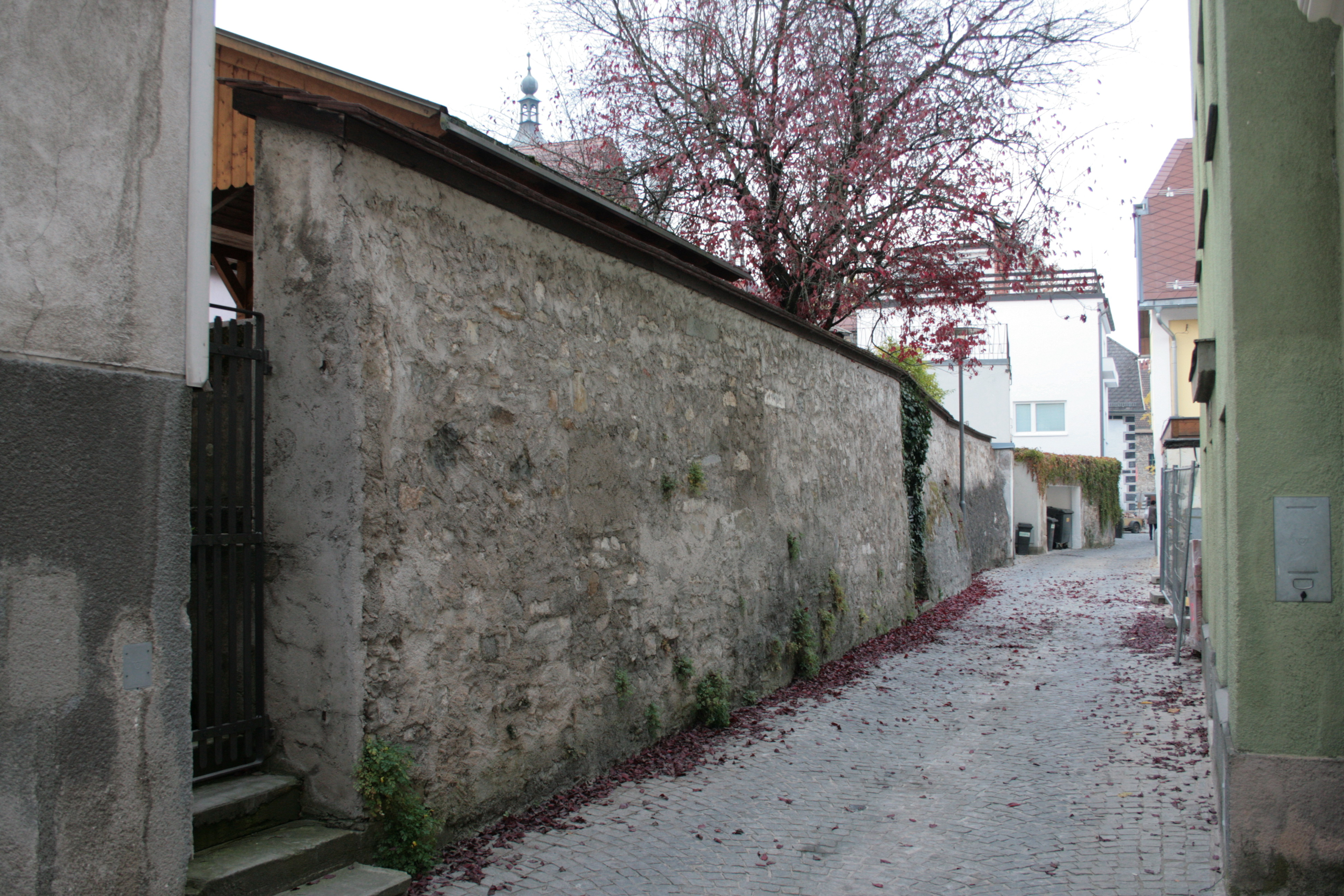
Stadtmauer Hintergasse Nr. 11
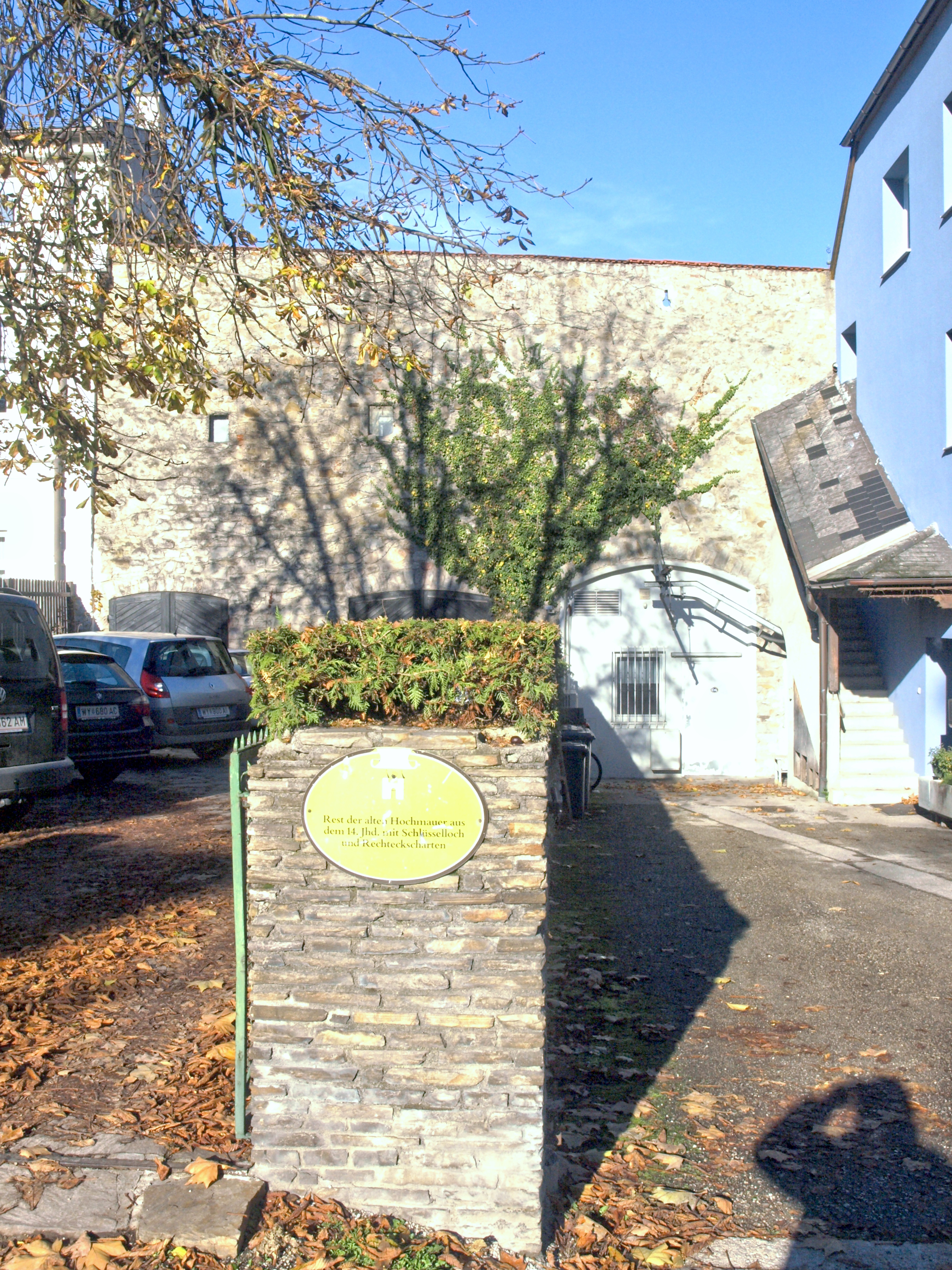
Stadtmauer Hoher Markt Nr. 7